# Cavariella
Genre
Cavariella est un genre d'insectes de la famille des Aphididae. Il s'agit à proprement parler d'un genre de pucerons, appartenant donc à l'ordre des hémiptères et au sous ordres des Sternorrhyncha.
Ce genre s'identifie morphologiquement par l'existence d'une codicule sur la partie terminale de l'abdomen. Cette codicule est généralement munie de deux poils fins qui permettent de la localiser et de la distinguer de la vraie cauda.
Plusieurs espèces sont communes en Europe et notamment le puceron de la carotte, Cavariella aegopodii.

## Liste des espèces
Selon Catalogue of Life (4 mars 2021) :
- sous-genre Cavaraiellia
  - Cavariella aquatica (Gillette & Bragg, 1916)
- sous-genre Cavariella
  - Cavariella aegopodii (Scopoli, 1763)
  - Cavariella angelicae (Matsumura, 1918)
  - Cavariella araliae Takahashi, R., 1921
  - Cavariella archangelicae (Scopoli, 1763)
  - Cavariella aspidaphoides Hille Ris Lambers, 1969
  - Cavariella bhutanensis Chakrabarti, Samiran & D. Das, 2009
  - Cavariella biswasi Ghosh, A.K., R.C. Basu & D.N. Raychaudhuri, 1969
  - Cavariella borealis Hille Ris Lambers, 1952
  - Cavariella bunii
  - Cavariella cessana Zhang, Guangxue, Xiaolin Chen, Tiesen Zhong & Jing
  - Cavariella cicutae (Koch, C.L., 1854)
  - Cavariella digitata Hille Ris Lambers, 1969
  - Cavariella gilgiana Zhang, Guangxue, Xiaolin Chen, Tiesen Zhong & Jing
  - Cavariella gilibertiae Takahashi, R., 1961
  - Cavariella hendersoni Knowlton & C.F. Smith, 1936
  - Cavariella himachali
  - Cavariella indica
  - Cavariella intermedia Hille Ris Lambers, 1969
  - Cavariella japonica (Essig & Kuwana, 1918)
    - Cavariella japonica japonica (Essig & Kuwana, 1918)
    - Cavariella japonica nigra Takahashi, R., 1937

  - Cavariella kamtshatica
  - Cavariella konoi Takahashi, R., 1939
  - Cavariella largispiracula Zhang, Guangxue, Xiaolin Chen, Tiesen Zhong & Jing
  - Cavariella lhasana Zhang, Guangxue, 1981
  - Cavariella nigra Basu, A.N., 1964
  - Cavariella nigrocaudata Takahashi, R., 1965
  - Cavariella nipponica Takahashi, R., 1961
  - Cavariella pastinacae (Linnaeus, 1758)
  - Cavariella pseudopustula Hille Ris Lambers, 1969
  - Cavariella pustula Essig, 1937
  - Cavariella rutila
  - Cavariella salicicola (Matsumura, 1917)
  - Cavariella salicis (Monell, 1879)
  - Cavariella saxifragae Remaudière, G., 1959
  - Cavariella sericola
  - Cavariella simlaensis
  - Cavariella takahashii Hille Ris Lambers, 1965
  - Cavariella theobaldi (Gillette & Bragg, 1918)
- sous-genre Cavariellinepicauda
  - Cavariella cicutisucta Qiao, 2005
  - Cavariella heraclei Takahashi, R., 1961
  - Cavariella hidaensis Takahashi, R., 1961
  - Cavariella longicauda
  - Cavariella oenanthi (Shinji, 1922)
  - Cavariella sapporoensis Takahashi, R., 1961